# Camp gaulois de Kercaradec
Le site de Kercaradec est un ancien camp gaulois situé dans l'ancienne commune de Penhars et dans le bassin de l'Odet. Il s'agit d'un site fortifié, vestige de la fin de l'Âge du fer. C'était un hill-fort défendant un espace de deux à trois hectares. Des fouilles furent organisées en 1938-39 sous la direction de l'archéologue Mortimer Wheeler.

## Localisation
Le camp gaulois de Kercaradec est situé dans la commune de Quimper, dans le département du Finistère, en région Bretagne. Ce site se trouve à 4 km au sud-ouest de Kergolvez et à 3 km à l'ouest du gué de l'Odet au niveau de l'actuel palais de justice.

## Historique
C'est un site de l'époque gauloise, contemporain à de grandes places à remparts comme celles du Camp d'Arthus ou de Paule. Il fut occupé entre la fin IIIe siècle et le Ier siècle av. JC, et probablement abandonné à la toute fin de l'époque gauloise. Malgré cela, le rôle de cette place forte, isolée des grandes routes commerciales et maritimes, reste encore inconnu.
Le camp est protégé au titre des monuments historiques : inscription par arrêté du 30 mars 1953 et classement par arrêté du 1er mars 1971.

## Description
Le camp se trouve en haut d'une colline, à 93 mètres de hauteur, avec de multiples terrassements. Il est constitué d'un rempart comprenant un seul talus au sud, deux talus à l'ouest et trois talus au nord.
Le site possédait de multiples défenses :
- Un rempart septentrional large de 5 à 6 mètres. Construit en récupérant les matériaux extraits lors de la création de tranchées[1].
- Un rempart interne sophistiqué avec un parement soigné et deux gradins d'accès le long de la face intérieure[1].
- Il y avait probablement une série de palissades couronnant l'ensemble du site[1].

Cet ensemble constitue un exemple de ce qu'a été l'architecture de cette époque dans le bassin de l'Odet. Néanmoins l'organisation interne de cette place défensive reste aujourd'hui inconnue.